# Hauptstrasse 1
Die Hauptstrasse 1 ist eine Hauptstrasse in der Schweiz. Sie verbindet die Region um den Genfersee mit der Landschaft im Nordwesten des Bodensees und durchquert dabei unter anderem die Städte Genf, Lausanne, Bern und Zürich.

## Verlauf
Die H1 beginnt in Perly-Certoux im Kanton Genf an der Grenze zu Frankreich und verläuft über Genf und entlang des Genfersees nach Lausanne. Zwischen Lausanne und Payerne ist die Hauptstrasse sehr gut ausgebaut und weitgehend kreuzungsfrei. Sie ist auf den ersten 10 Kilometern ab Lausanne mit vier Spuren ausgebaut, die bis etwa zur Passhöhe des Le Chalet-à-Gobet verlaufen. Danach ist sie bis Payerne überwiegend dreispurig, sie ist somit eine wechselseitig dreispurige Strasse. Anschliessend führt die Strasse an den Murtensee nach Murten. Von Murten verläuft sie nach Bern, auf diesem Abschnitt ist das Gelände hügelig. Durch das Mittelland über Langenthal und Oftringen, wo die Strasse mit der H2 kreuzt, ist die Strasse bis nach Lenzburg fast stets zweispurig. Von dort aus führt die Strasse über Wohlen, Bremgarten und Urdorf nach Zürich-Hardbrücke und Winterthur. Von dort verläuft die Strasse nach Frauenfeld und über den Bodenseerücken nach Kreuzlingen im Kanton Thurgau und endet am Grenzübergang Emmishofer Tor an der deutschen Grenze vor der Stadt Konstanz.
Die Strecke ist bis auf jeweils etwa 10 Kilometer lange vierspurige Abschnitte nördlich von Genf und nordöstlich von Lausanne meist nicht richtungsgetrennt.
Die Gesamtlänge dieser Hauptverkehrsstrasse beträgt rund 345 Kilometer.

## Flussübergänge
Die Hauptstrasse 1 überquert zahlreiche Flüsse. Die bedeutendsten Brücken auf der Strecke sind der Pont des Acacias (gebaut 1975) über die Arve und der Pont de la Coulouvrenière  (1896) über die Rhone in Genf, die Gümmenenbrücke über die Saane (1959), die Tiefenaubrücke über die Aare zwischen Bern und Worblaufen (1851), die Bernstrasse-Brücke über die Emme zwischen Alchenflüh und Kirchberg (1963), die Bernstrasse-Brücke über die Wigger zwischen Rothrist und Oftringen, die Reussbrücke Struss (Umfahrungstrasse Bremgarten) über die Reuss (1994), die Hardbrücke über die Limmat in Zürich (1972, Länge: 1350 m), die Neue Winterthurerstrasse-Brücke über die Glatt zwischen Schwamendingen und Wallisellen, die zwei Zürcherstrasse-Brücken über die Töss in Winterthur, die Bahnhofstrasse-Brücke über die Murg in Frauenfeld (1911) und die Pfynerbrücke über die Thur (1965).

## Geschichte
Diese Strasse verbindet die Hauptstädte der grössten und bevölkerungsstärksten Schweizer Kantone. Ihre Streckenführung beruht auf der Berner Machtpolitik des 18. Jahrhunderts, als diese Strecke so weit wie möglich über das Territorium des Kantons Bern verlaufen sollte. Die Berner Regierung liess 1706 «zu nicht geringem Nachtheil der Stadt Aarau» die «schöne» Landstrasse von Lenzburg über Suhr und Kölliken nach Murgenthal und Bern anlegen.
Ab 1740 wurden die wichtigsten Strassen des Kantons Bern nach französischem Vorbild zu Chausseen ausgebaut.
Auf vielen Abschnitten verlaufen die Verkehrsachsen der Hauptstrasse 1 und der zwischen 1962 und 2001 gebauten Autobahn A1 nahe nebeneinander. Kreuzungen der Hauptstrasse 1 mit der A1 bestehen in Villarepos, Galmiz, Frauenkappelen, Bern-Bethlehem, Bern-Felsenau, Urtenen-Schönbühl, Rothrist, Oftringen, Kölliken, Hunzenschwil, Wallisellen, Kemptthal, Winterthur-Töss und Stadel. Bei Attikon und der Autobahnverzweigung Winterthur-Ost trennen sich die Achsen der Hauptstrasse 1, die gegen Nordosten mit der A7 nach Kreuzlingen weiterführt, und die A1, die in östlicher Richtung nach St. Gallen St. Margrethen erreicht.
1989 bis 1994 wurde die Umfahrung Bremgarten mit zwei Tunnels und der neuen Reussbrücke Struss gebaut.